# Darwin López
Darwin Guillermo López Tobías (Santa Marta, Colombia, 10 de febrero de 1992) es un futbolista colombiano. Juega como delantero y actualmente milita en Macará de la Serie A de Ecuador.

## Clubes
| Club                   | País     | Año       |
| ---------------------- | -------- | --------- |
| Deportes Tolima        | Colombia | 2012-2014 |
| Tigres F. C.           | Colombia | 2014      |
| Patriotas Boyacá F. C. | Colombia | 2015      |
| Deportes Tolima        | Colombia | 2015-2016 |
| Jaguares de Córdoba    | Colombia | 2016-2020 |
| Atlético Huila         | Colombia | 2021      |
| Patriotas Boyacá F. C. | Colombia | 2022      |
| Deportivo Pasto        | Colombia | 2023      |
| Zakho F. C.            | Irak     | 2024      |
| C. D. Macará           | Ecuador  | 2024-act. |